# Golčaj
Golčaj je naselje v Občini Lukovica. 
Na Golčaju je Cerkev svete Neže, ki je v osnovi romanskega izvora, kasneje je bila večkrat prezidana. 
Oktobra 1941 so na Golčaju nacisti obkolili in po bitki uničili Radomeljsko četo, eno prvih partizanskih enot v Sloveniji. Na bitko spominja spomenik, ob katerem je vsako leto proslava.
Prek Golčaja vodi evropska pešpot E6.